# Z prachu zrození
Z prachu zrození (2001, From the Dust Returned) je fantasy román amerického spisovatele Raye Bradburyho, vzniklý pospojováním jeho sedmi povídek z let 1946–1994, týkajících se rodiny Elliotových. Rodina se skládá z duchů, upírů, mumií a dalších roztodivných bytostí. Ti vedou jiný způsob života než ostatní: ve dne spí a v noci létají, ale přesto se často chovají mnohem lidštěji než lidé.

## Struktura románu
Román má prolog The Beautiful One Is Here (Nádherná je zde), dvacet jedna kapitol a je zakončen esejem Afterword: How the Family Gathered (Doslov: Jak se rodina shromáždila), ve kterém Bradbury vysvětluje, že všechny hlavní postavy mají svůj předobraz ve skutečných lidech, kteří se v domě jeho babičky pravidelně scházeli o Halloweenu.
Původní povídky, ze kterých román vznikl, jsou následující:
- The Traveller (1946, Cestovatelka), první knižní vydání v povídkové sbírce Temný karneval (1947, The Dark Carnival)
- The Homecoming (1946, Shromáždění), první knižní vydání v povídkové sbírce Temný karneval a následně pod názvem Rodinná sešlost v povídkové sbírce Říjnová země  (1955, The October Country)
- Uncle Einar (1947, Strýček Einar), první knižní vydání v povídkové sbírce Temný karneval a následně v povídkové sbírce Říjnová země .
- The April Witch (1952, Dubnová čarodějka), první knižní vydání v povídkové sbírce Zlatá sluneční jablka (1953, The Golden Apples of the Sun), jiný český název je Čarodějka na toulkách.
- On the Orient, North (1988, Orient Expres, směr sever), první knižní vydání v povídkové sbírce Proti proudu času (1988, The Toynbee Convector ).
- West of October (1988, Na západ od Října), první knižní vydání v povídkové sbírce Proti proudu času
- From the Dust Returned (1994, Z prachu zrození), pouze časopisecky v magazínu The Magazine of Fantasy & Science Fiction.

## Obsah románu
Každý rok v říjnu, v předvečer Halloweenu, se všichni členové rodiny Elliotových scházejí v domě na rodinné slavnosti.
- Román začíná tím, že Tisíckrát Pra Prabička, stará egyptská mumie a dcera faraóna, nejmoudřejší člen rodiny, vypráví chlapci Timothymu historii vzniku rodiny a jejího Domu, který se nachází v Illinois.
- Timothy je jediný člen rodiny lidského původu. Byl nalezen na prahu domu v košíku a nyní je mu deset let.
- Jako první se na shromáždění objeví vždy Anuba, mumie kočky pochované společně s faraónem Ramsesem.
- Hlavou rodiny je upír Otec, hospodyní v Domě jeho žena upírka Matka. Ta našla Timothyho na prahu domu a rozhodla o tom, že se stane členem rodiny.
- Dalším členem rodiny je Cecy (Spící, která sní), sedmnáctiletá dívka nadaná schopností propojit své vědomí během svého spánku s vědomím libovolného živého tvora. V těle dívky Anny Learyové jde na ples s chlapcem Tomem, kterého miluje a kterého nemůže Anna ani cítit. Na konci románu přijde Tom do Domu a s Cecy se seznámí.
- V domě žije pavouk Arach, Timothyho přítel, a duch myši z doby první egyptské dynastie.
- Strýček Einar mám velká netopýří křídla, ale díky nehodě ztratil schopnost létat v noci.
- Mysl čtyř bratranců (Petera, Williama, Jacka a Philipa) je s pomocí Cecy umístěna do hlavy Pradědečka od řeky Nilu poté, co jsou jejich těla zničena, zatímco jejich mysl se toulala po světě.
- Pradědeček od řeky Nilu je 4000 let stará mumie, nejstarší člen rodiny a manžel Tisíckrát Pra Prabičky.
- Do rodiny patří i duch ošetřovatelky Minervy Hallidayové. Když byla ještě naživu, dovtípila se během cesty vlakem, že vyzáblý pasažér, úplně se ztrácející před jejíma očima, je duch (jde o ducha Orient expresu). Následně dostala infarkt, zemřela a duch jí pomohl stát se členem rodiny.
- Duch Orient expresu (viz předcházející bod) se ztrácí proto, že lidé již nevěří v nadpřirozeno. To ostaně vadí všem členům todiyn, kteří hledají v Domě úkryt.
- Z Transylvánie pochází strýc John Hrozný (Nečestný). Rodina ho nemá ráda pro krutost, divoké nálady a temnou minulost z dob. Jako odplatu za to, že rodina odmítne, aby jej Cecy vyléčila od toho, že neustále slyší zvony, poštve na rodinu lidi z blízkého okolí. Ti přijdou s pochodněmi a dům zapálí.

Po požáru Domu se rodina rozptýlí po světě. Timothy řekne Tisíckrát Pra Prabičce, že chce žít lidský život a zemřít jako každý jiný. Tisíckrát Pra Prabička mu to schvaluje. Timothy ji pak umístí do bezpečí do muzea a ředitele poprosí, aby s ní mluvil a naslouchal jí. Také požádá o to, aby ji mohl občas navštívit, protože patří k sobě.

## Česká vydání
- Z prachu zrození, Baronet a Knižní klub, Praha 2002, přeložila Jana Pavlíková.